# North Thoresby
North Thoresby est un village et une paroisse civile du district d'East Lindsey dans le Lincolnshire, en Angleterre. Il est situé à environ 12 km entre Louth et Grimsby. La population comptait 1 090 habitants en 2021.
La région est principalement agricole, mais la majorité des résidents employés travaillent à Grimsby et Cleethorpes ou dans les industries situées sur la rive Humber.

## Histoire
Des preuves ont été trouvées juste à l'extérieur du village, que des raisins étaient cultivés dans la région par les Romains, mais cette affirmation a été contestée. Le village se trouve sur une voie romaine de Cadeby à North Cotes, qui aurait été une voie de transport du sel de la côte à Lincoln.
North Thoresby a été clôturé en 1839, sa grange dîmière est toujours debout après avoir été convertie en une habitation privée située à l'est du presbytère.

## Personnalités
- Luke Fawcett (en) (1881-1960), syndicaliste britannique
- Thomas Kendall (1778-1832), missionnaire britannique
- Robert Mapletoft (en) (1609-1677), ecclésiastique et universitaire britannique

## Transport
North Thoresby est sur la route du service de bus régulier entre Louth et Grimsby. Le village est également desservi par la route National Express entre Grimsby et Londres, et Grimsby et Westward Ho!, s'arrêtant sur l'A16 (en) à proximité de la Halfway House, anciennement la maison publique du marquis de Granby. La gare du village (en) se trouvait sur la ligne de chemin de fer East Lincolnshire de Louth à Grimsby jusqu'à sa fermeture aux passagers en 1970, tous les mouvements de fret sur la ligne étant suspendus en 1980 à la suite de la Beeching cuts. La ligne a été rouverte en partie en tant que chemin de fer patrimonial du Lincolnshire Wolds (en) en 2009, qui relie actuellement le village à Ludborough.